# Gare de Ienakiieve
La gare de Ienakiieve  (en ukrainien : Єнакієве (станція)) est l'une des quatre gares du Réseau ferré de Donestk située dans la ville éponyme en Ukraine.

## Situation ferroviaire
Elle se trouve sur la ligne Krynytcha - Vouhlehirsk .

## Histoire
Elle fut mise en service en 1904.

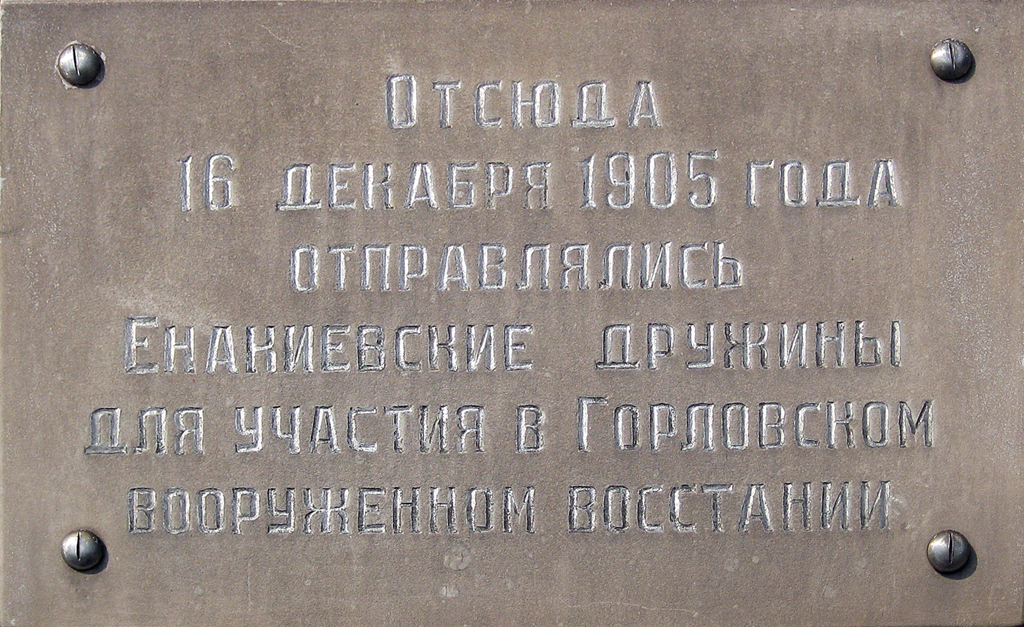
Plaque en mémoire des femmes qui se soulevèrent en 1905.
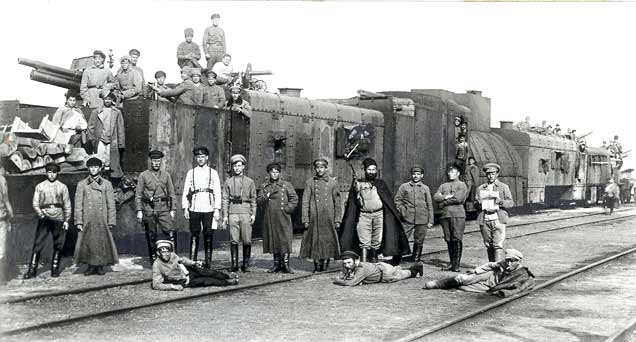
Train blindé capturé en 1919.
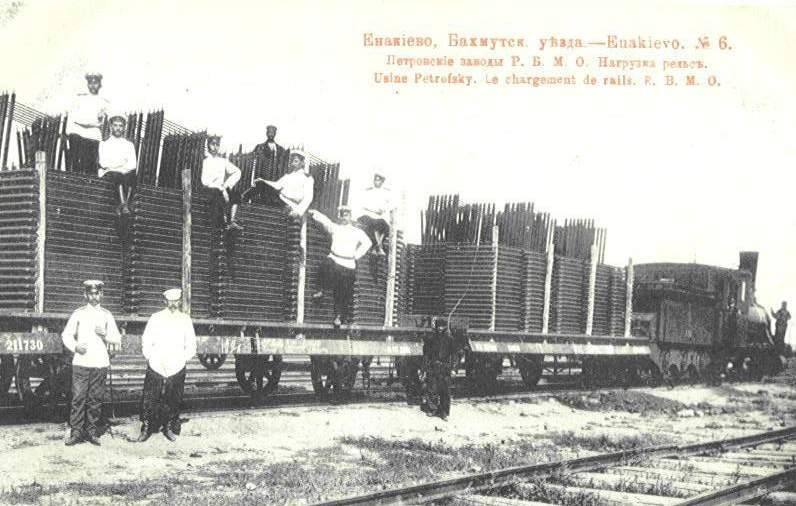
Chargement de rails en gare.